# Білоксі (етнічність)
Білоксі (також Туніка-Білоксі) — індіанське, сіомовне плем'я що проживає на території штату Міссісіпі і Луїзіана.

## Історія
Вперше європейські колонізатори зустрілися з певними етнічними групами туніка-білоксі в 1541 під час експедиції Ернандо де Сото.
Приблизно в 1700-х роках Французи заснували поселення на річці Язу і встановили контакт з племенем. В основному білоксі торгували сіллю в обмін на європейські товари.
В 1729 році плем'я Туніка-Білоксі вступили в кланову війну з народністю Натчез. В результаті плем'я Білоксі було змушене мігрувати зі своїх земель і віддати до 2000 рабів переможцям.
На момент 2000 року в резервації Туніка-Білоксі проживає 89 людей.

## Розселення
Індіанці Туніка-Білоксі переважно живуть на прибирежжі Мексиканської Затоки і в резерваціях котрі повстали в ХХ-тому сторіччі.
|                                                 |
| Розташування резервації племені Туніка-Білоксі. |

|                        |
| Поширення мови Туніка. |

|                         |
| Поширення мови Білоксі. |